# Полет 1145 на „Сосолисо Еърлайнс“
Полет 1145 на „Сосолисо Еърлайнс“ е редовен вътрешен пътнически полет от международното летище „Ннамди Азикиве“, Абуджа, до международното летище „Порт Харкорт“, Порт Харкорт, Нигерия, управляван от „Сосолисо Еърлайнс“. На 10 декември 2005 г. около 14:08 ч. местно време (13:08 ч. UTC) самолетът „Макдонъл Дъглас MD-9-32“, който изпълнява полета, се блъска в земята и избухва в пламъци, докато каца аварийно на международното летище „Порт Харкорт“. Първоначално 7 души оцеляват и са откарани в болницата, но впоследствие 5 от тях умират. Общо 108 пътници и екипаж умират в инцидента. Това е второто въздушно бедствие в Нигерия за по-малко от три месеца, след като самолетът, който изпълнява полет 210 на „Белвю Еърлайнс“, се разбива на 22 октомври 2005 г. по неизвестни причини и убива всички 117 души на борда.
Разследването от Нигерийското бюро за разследване на произшествия заключава, че катастрофата се дължи на решението на пилота да продължи да се спуска на летището, въпреки че самолетът е под минималната височина за вземане на решение. Пилотите решават да заобиколят, докато са в състояние на странично срязване на вятъра. Това решение също е взето твърде късно, защото самолетът не е настроен за връщане и височината му е твърде ниска. Неблагоприятните климатични условия са посочени като допринасящ фактор.
В отговор на катастрофата президентът на Нигерия Олусегун Обасанджо прекъсва посещението си в Португалия и обещава да преразгледа авиационния сектор на страната и да „запуши вратичките“ в безопасността на въздухоплаването в Нигерия. Издадени са препоръки разпознаването и възстановяването на планираната траектория на полета след срязване на вятър да стане задължително в първоначалното и периодичното обучение на пилота на симулатор. Мерките не се прилагат навреме и това довежда до друга катастрофа на самолет при полет 053 на „ADC Еърлайнс“ година по-късно в Абуджа, причинена от срязване на вятъра. Повече от 7 години след това, след нова катастрофа в страната при полет 0992 на „Дана Еър“, се започват промени в националния авиационен сектор; авиационната безопасност на Нигерия се подобрява значително и страната запазва статуса на категория 1 за своята авиационна безопасност.